# Arcadi García Sanz
Arcadi García Sanz, (Vall de Uxó, 1926 - Vall de Uxó, 30 de julio de 1998) fue un archivero, documentalista, historiador del derecho y profesor universitario español. Cofundador con Joan Fuster y otros de la asociación pancatalanista Acció Cultural del País Valencià.

## Biografía
Licenciado en Derecho por la Universidad de Valencia (1948), obtuvo el doctorado en 1983 por la Universidad de Barcelona, con la tesis El llibre del Consolat dins la història medieval del dret marítim català, dirigida por Josep Maria Font Rius y con la que obtuvo la calificación Cum laude y Premio Extraordinario.
Entre 1949 y 1954 trabajó en la organización de la biblioteca y los archivos notariales del Archivo Episcopal de Vich y colaboró en la fundación de la revista Ausa. Hasta 1961 trabajó en el estudio de la documentación medieval y del derecho local del norte de la Comunidad Valenciana y comenzó, también, el de diversas instituciones de derecho económico y mercantil bajo la dirección de Ramón de Abadal. Ejerció un tiempo la profesión de abogado y fue profesor de Historia del Derecho y de las Instituciones en la Universidad de Valencia y del ya desaparecido Colegio Universitario de Castellón, desde el que colaboró en la creación de la actual Universidad Jaime I (1991); aquí llegó a ser decano de la Facultad de Ciencias Jurídicas y Económicas y profesor emérito hasta su fallecimiento.
Formó parte del consejo de redacción del Boletín de la Sociedad Castellonense de Cultura y del consejo asesor de la revista Drassan, del Museo Marítimo de Barcelona. Colaboró con el Romanischer Seminar, de la Universidad de Basilea, en estudios históricos sobre derecho marítimo y derecho valenciano. 
Fue académico correspondiente de la Real Academia de las Buenas Letras de Barcelona, miembro del Instituto de Estudios Catalanes, el Instituto Alfonso el Magnánimo y el Consejo Valenciano de Cultura, entre otras instituciones.
A lo largo de su vida obtuvo, entre otros, los siguientes premios y galardones:
- Premio Ferrán Armengol (1974)
- Premio Gumersindo Bisbal (1981)
- Premio Crítica Serra d'Or de Literatura y Ensayo (1982) por el Llibre del Consolat del Mar.
- Premio de las Letras Valencianas de la Presidencia de la Generalidad Valenciana (1990)
- Premio Creu de Sant Jordi de la Generalidad de Cataluña (1995).

## Obra
- Edición definitiva de los Furs de València y del Llibre del Consolat de Mar, ambos en colaboración con Germà Colon,
- Institucions de dret civil valencià, 1996 (ISBN 84-8021-087-7)
- Galeres mercants catalanes dels segles XIV i XV, con Nuria Coll Juliá, 1994 ( ISBN 84-7935-226-4)
- Cronografia tòpica del calendari julià, con Francesc de Rocafiguera, 1993 (ISBN 84-8021-027-3)
- La Generalitat en els 750 anys d'història de poble valencià, 1989 (ISBN 84-7579-945-0)
- Societats mercantils medievals a Barcelona, junto con Josep María Madurell Marimón, 1986 (ISBN 84-86387-27-2)
- Història de la Marina Catalana, 1977 (ISBN 84-7003-161-9)